# Jean-Paul Guiter
Pour les articles homonymes, voir Guiter.
 (janvier 2013).
Si vous disposez d'ouvrages ou d'articles de référence ou si vous connaissez des sites web de qualité traitant du thème abordé ici, merci de compléter l'article en donnant les références utiles à sa vérifiabilité et en les liant à la section « Notes et références ».
Jean-Paul Guiter (1925-2009) est un spécialiste de musique jazz et un directeur artistique dans les années 1960. Il a publié une œuvre titanesque retraçant l'histoire de cette musique de 1905 à 1940 en 200 volumes suivie d'une série de 50 volumes retraçant l'histoire du jazz après l'arrivée de la stéréo à partir de 1950.

## Biographie
- En 1955, il crée et dirige la filiale française de RCA Records.
- En 1961, directeur artistique chez Pathé Marconi, il reçoit, auditionne et engage les futurs Chats Sauvages. Après la signature de leur contrat de trois ans, il s'occupe du groupe et de Dick Rivers en solo à partir de Septembre 1962 pour tous leurs enregistrements.
- En 1968, il édite une trentaine de disques consacrés au jazz et une réédition originale en 12 volumes de Django Reinhardt.
- En janvier 1980, il se voit confier la nouvelle émission de Radio Andorre Jazz Tribune le dimanche à 18 heures. Sa participation à Radio Andorre n'est que de courte durée puisqu'il est remplacé en septembre par Marcel Zanini.